# 플라잉피시코브

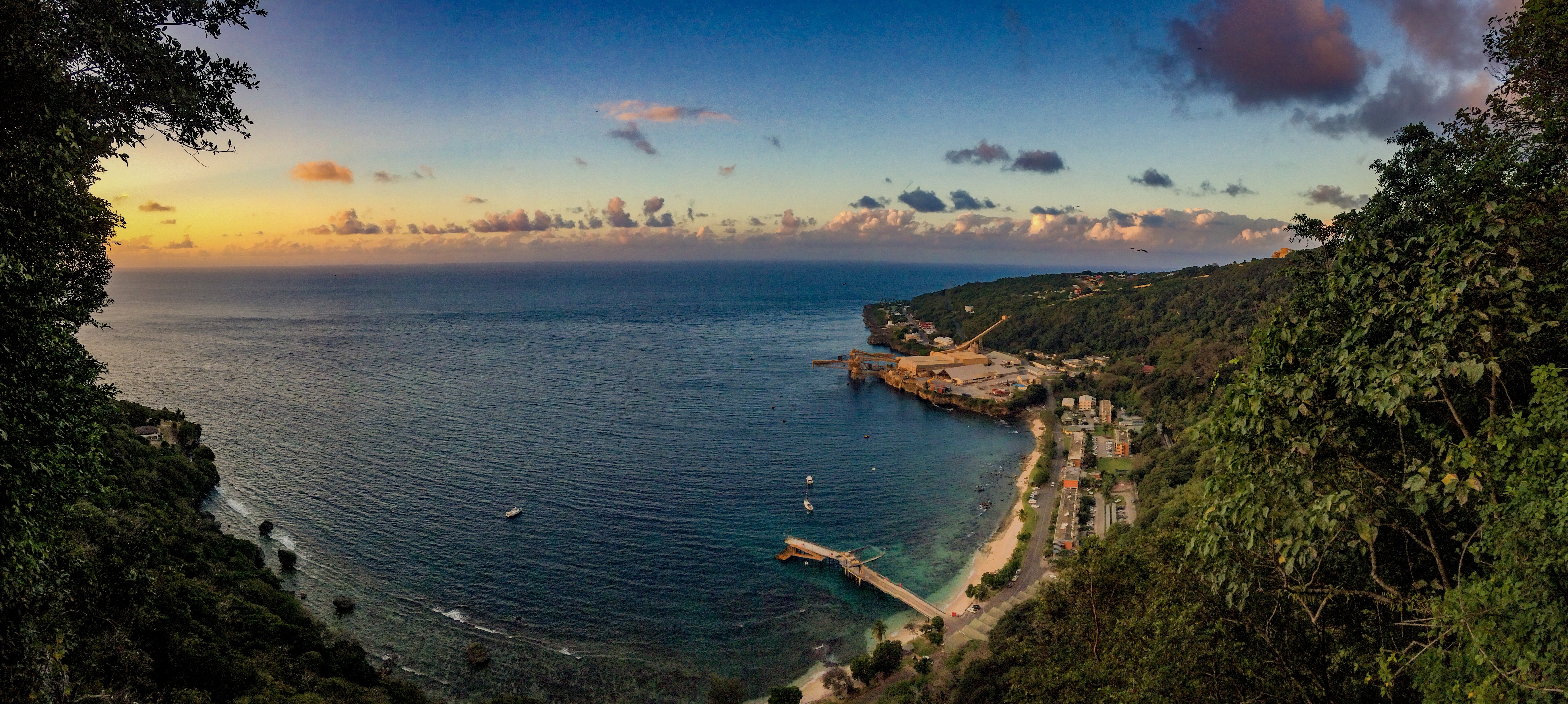

플라잉피시코브(영어: Flying Fish Cove, 중국어: 飞鱼湾, 말레이어: Pantai Ikan Terbang)는 오스트레일리아의 특별 지역인 크리스마스섬의 수도이자 최대도시이다. 크리스마스섬 북동부에 위치하며 크리스마스섬 전체 인구의 1/3이 이 곳에 거주한다. 1888년 영국에 의해 건설되었으며 도시 이름은 영국의 측량선 플라잉피시 호(Flying-Fish)에서 유래된 이름이다.